# Castell Gwallter
Castell Gwallter är ett slott i Storbritannien.   Det ligger i kommunen Ceredigion och riksdelen Wales, i den södra delen av landet, 280 km väster om huvudstaden London. Castell Gwallter ligger 120 meter över havet.
Terrängen runt Castell Gwallter är platt åt nordväst, men åt sydost är den kuperad. Havet är nära Castell Gwallter åt nordväst. Runt Castell Gwallter är det ganska glesbefolkat, med 43 invånare per kvadratkilometer. Närmaste större samhälle är Aberystwyth, 6,2 km sydväst om Castell Gwallter. Trakten runt Castell Gwallter består i huvudsak av gräsmarker.